# Rolando Napoleone Bonaparte
Rolando Napoleone Bonaparte (Parigi, 19 maggio 1858 – Parigi, 14 aprile 1924) è stato un botanico e geografo francese.
Rolando Napoleone era figlio di Pietro Napoleone Bonaparte (1815 – 1881) e di Eléonore-Justine Ruffin (1831 – 1905), detta Nina, e quindi nipote diretto, per parte di padre, di Luciano Bonaparte (1775 – 1840), fratello di Napoleone Bonaparte.
Ufficiale di carriera, dovette lasciare il servizio. Divenne famoso geografo, botanico, ed etnologo. Fu membro dell'Accademia francese delle scienze.

## Biografia

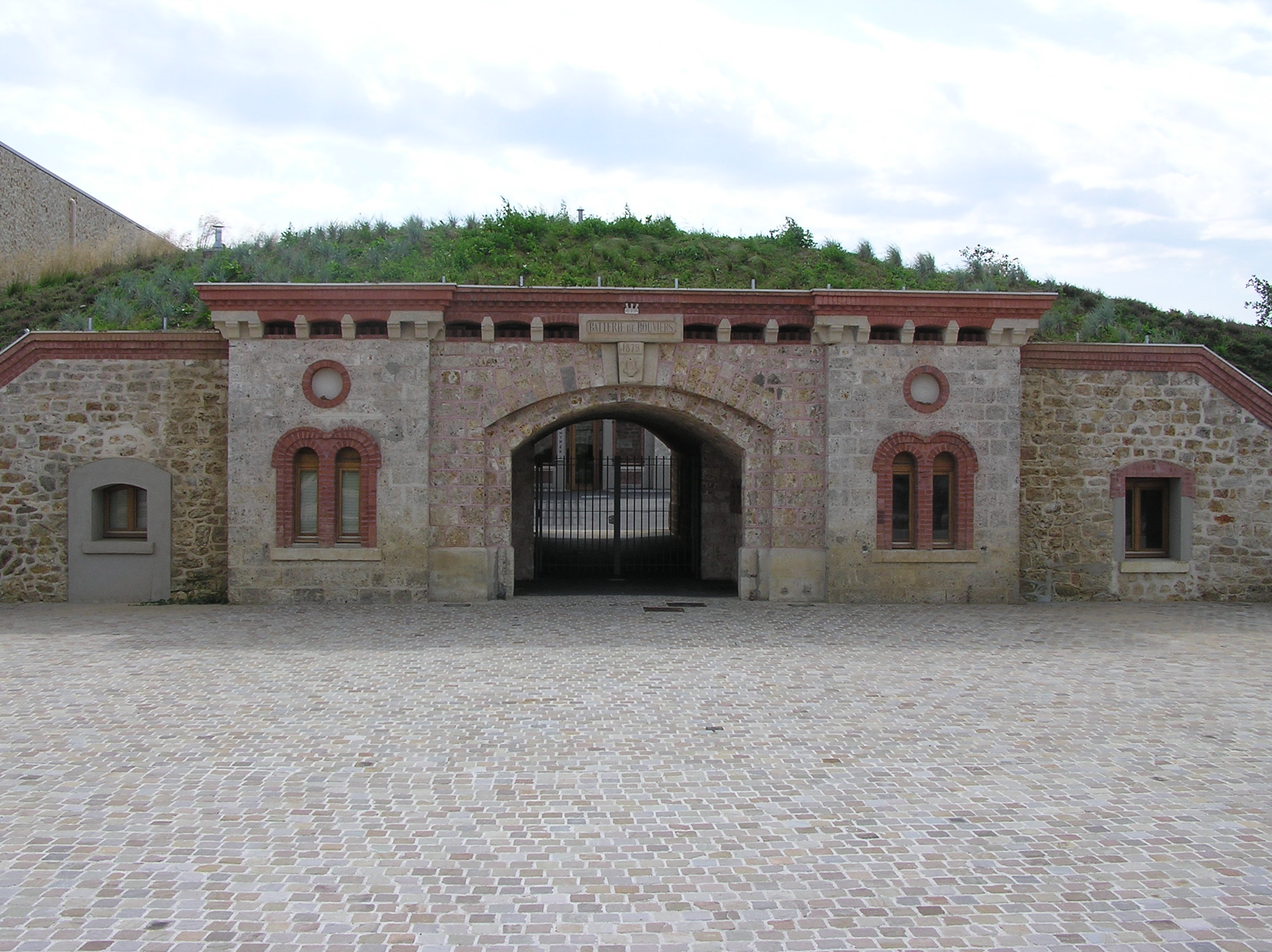
La batterie de Bouviers

Frequentò con profitto la Scuola militare speciale francese di Saint-Cyr che terminò nel 1879 entrando poi in servizio nel 36º reggimento di fanteria, batteria di Bouviers, come sottotenente e stabilendosi nel 1880 a Guyancourt. Nel medesimo anno sposò Marie-Félix Blanc (1859 – 1882), figlia del ricchissimo François Blanc, fondatore del casino di Monte Carlo e della Société des bains de mer di Monaco. Nel 1886 dovette rinunciare alla carriera a seguito di una legge del 4 giugno del medesimo anno, che vietava ai membri delle famiglie che avevano regnato sulla Francia di prestare servizio nelle forze armate francesi.
Si dedicò quindi alla geografia, alla geologia ed all'etologia. Grande viaggiatore, tentò di utilizzare il mezzo fotografico per realizzare un inventario antropologico delle popolazioni umane, progetto che abbandonò in seguito per dedicarsi alla botanica ed alla costituzione del più grande orto botanico privato del mondo. Raccolse allo scopo egli stesso numerosi campioni e fece anche raccogliere numerosi altri campioni di varie specie da tutto il mondo.

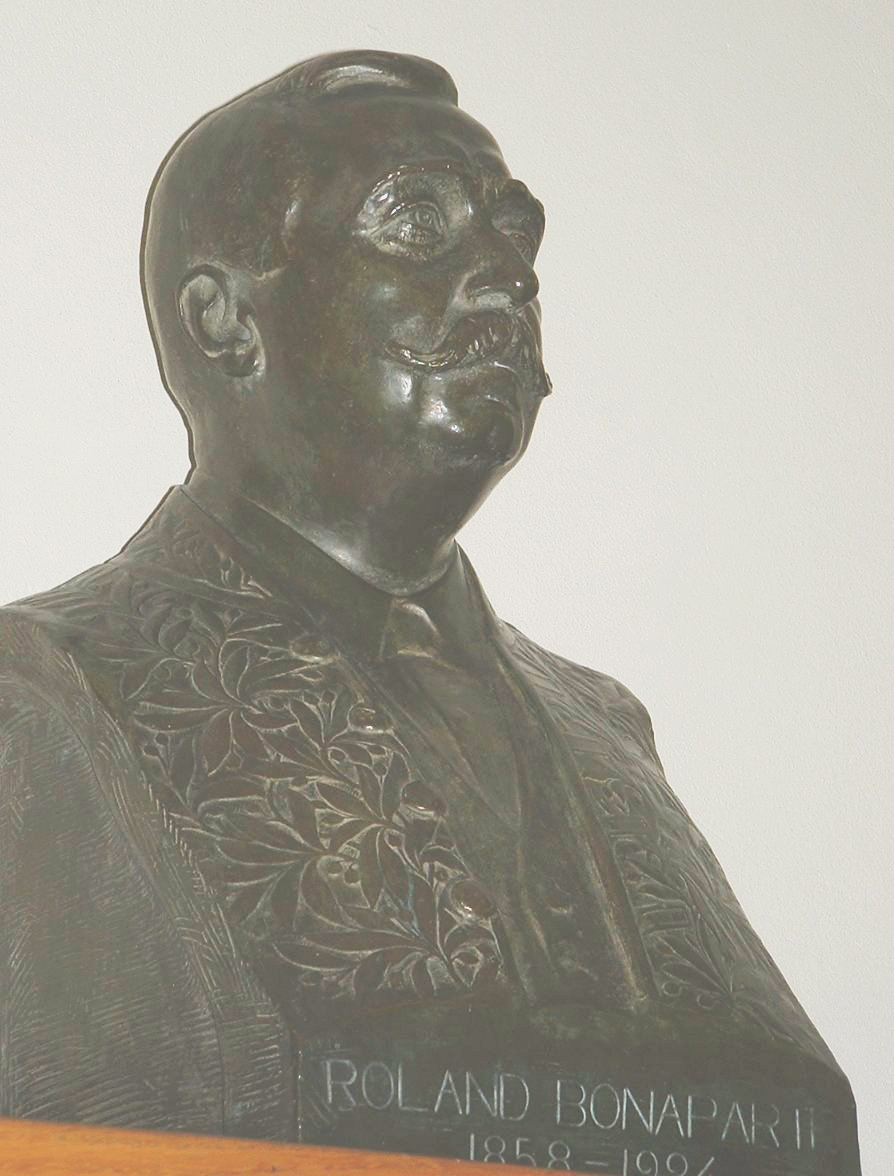
Busto di Rolando Napoleone (Orto Botanico di Lione)

Grazie alla enorme fortuna ereditata dalla moglie egli fece installare l'orto botanico (più di 2.500.000 campioni di 100.000 specie vegetali), in una residenza appositamente costruita a Parigi, al numero 10 di avenue d'Iéna, ove fece anche sistemare una ricca collezione di ricordi napoleonici ed una biblioteca ricca di 150.000 volumi, alloggiata in quattro sale.
Rolando Bonaparte fu presidente della Società Geografica di Francia dal 1910 fino alla sua morte, e dal 1907 fu membro dell'Accademia francese delle scienze, della quale divenne presidente nel 1919.
Egli fu anche un ardente propagandista della nascente aviazione: nell'ottobre del 1905 presiedette la conferenza costitutiva della Federazione Aeronautica Internazionale (FAI).
Rolando Bonaparte lasciò anche, alla sua morte, un importante Fondo che arricchì la società geografica francese e la città di Ajaccio. Non avendo eredi maschi, fu l'ultimo rappresentante della branca bonapartista originata da Luciano Bonaparte.
Il ricordo del luogo d'inumazione di Rolando Napoleone Bonaparte è andato perduto nel tempo.

## Discendenza
Come detto, Rolando Napoleone Bonaparte non ebbe discendenti maschi. Egli ebbe dalla moglie Marie-Félix Blanc una sola figlia, nel dare alla luce la quale Marie-Félix morì:
- Maria Bonaparte (1882 – 1962), che divenne una nota studiosa di psicoanalisi, amica personale di Sigmund Freud, e che sposò nel 1907 il principe Giorgio di Grecia (Corfù, 24 giugno 1869 – Saint-Cloud, 25 novembre 1957), secondogenito del re Giorgio I di Grecia, divenendo così principessa di Grecia e di Danimarca, da cui ha due figli (Pietro e Eugenia)

## Pubblicazioni
in francese:
- Les Habitants de Suriname, notes recueillies à l'Exposition coloniale d'Amsterdam en 1883 (Paris, 1884) ;
- Les Derniers voyages des Néerlandais à la Nouvelle-Guinée (Parigi, 1885) ;
- Le Premier établissement des Néerlandais à Maurice (Parigi, 1890) ;
- Une Excursion en Corse  (Parigi, 1891) ;
- Le Prince Bonaparte, ... Notes ptéridologiques (quattordici fascicoli, Parigi, 1915-1924) ;
- numerosi articoli nel Bulletin du Muséum d'histoire naturelle e nel Bulletin de la Société botanique de France, oltre ad altre pubblicazioni.

## Discendenza da Carlo Maria Bonaparte e Maria Letizia Ramolino
Carlo Maria Buonaparte (1746 - 1785) sposa Maria Letizia Ramolino (1750 - 1836)
```
       └──>
Giuseppe Bonaparte
 (
1768
 - 
1844
)
       └──>
Napoleone Bonaparte
 (
1769
 - 
1821
), 1º Imperatore dei 
Francesi

       └──>
Elisa Bonaparte
 (
1777
 - 
1820
)
       └──>
Luigi Bonaparte
 (
1778
 - 
1846
)
       └──>
Paolina Bonaparte
 (
1780
 - 
1825
)
       └──>
Carolina Bonaparte
 (
1782
 - 
1839
)
       └──>
Girolamo Bonaparte
 (
1784
 - 
1860
)
       └──>
Luciano Bonaparte
 (
1775
 - 
1840
), dalla seconda moglie 
Alexandrine de Bleschamp
 (
1778
 - 
1855
):
                 └──>
Carlo Luciano Bonaparte
 (
1803
 - 
1857
)
                 └──>Letizia Cristina (1804 - 1871)
                 └──>Giuseppe Luciano (1806 - 1807)
                 └──>Giovanna (1807 - 1829)
                 └──>Paolo Maria (1808 - 1827)
                 └──>
Luigi Luciano Bonaparte
 (1813 - 1891)
                 └──>Antonio Luciano (1816 - 1877)
                 └──>Alessandrina Maria (1818 - 1874)
                 └──>Costanza (1823 - 1876)
                 └──>
Pietro Napoleone Bonaparte
 (
1815
 - 
1881
), sposò Justine Eleanore Ruflin detta 
Nina
 (
1831
 - 
1905
)
                          └──>
Rolando Napoleone Bonaparte

                          └──>Jeanne Bonaparte (
1861
 - 
1910
), sposò Cristiano, marchese di Villeneuve-Esclapon
```

## Ascendenza
|                             |              |                            | Genitori                   |  |  | Nonni |  |  | Bisnonni               |  |  | Trisnonni                 |  |
|                             |              |                            |                            |  |  |       |  |  | Carlo Maria Buonaparte |  |  | Giuseppe Maria Buonaparte |  |
|                             |              |                            |                            |  |  |       |  |  | Carlo Maria Buonaparte |  |  | Giuseppe Maria Buonaparte |  |
|                             |              | Maria Saveria Paravicini   |                            |  |  |       |  |  | Carlo Maria Buonaparte |  |  |                           |  |
| Luciano Bonaparte           |              |                            |                            |  |  |       |  |  | Carlo Maria Buonaparte |  |  |                           |  |
|                             |              | Maria Letizia Ramolino     | Giovanni Gerolamo Ramolino |  |  |       |  |  |                        |  |  |                           |  |
|                             |              | Maria Letizia Ramolino     | Giovanni Gerolamo Ramolino |  |  |       |  |  |                        |  |  |                           |  |
|                             |              | Maria Letizia Ramolino     | Angela Maria Pietrasante   |  |  |       |  |  |                        |  |  |                           |  |
| Pietro Napoleone Bonaparte  |              | Maria Letizia Ramolino     |                            |  |  |       |  |  |                        |  |  |                           |  |
|                             |              | Charles Jacob de Bleschamp | …                          |  |  |       |  |  |                        |  |  |                           |  |
|                             |              | Charles Jacob de Bleschamp | …                          |  |  |       |  |  |                        |  |  |                           |  |
|                             |              | Charles Jacob de Bleschamp | …                          |  |  |       |  |  |                        |  |  |                           |  |
| Alexandrine de Bleschamp    |              | Charles Jacob de Bleschamp |                            |  |  |       |  |  |                        |  |  |                           |  |
|                             |              | Philiberte Bouvet          | …                          |  |  |       |  |  |                        |  |  |                           |  |
|                             |              | Philiberte Bouvet          | …                          |  |  |       |  |  |                        |  |  |                           |  |
|                             |              | Philiberte Bouvet          | …                          |  |  |       |  |  |                        |  |  |                           |  |
| Rolando Napoleone Bonaparte |              | Philiberte Bouvet          |                            |  |  |       |  |  |                        |  |  |                           |  |
|                             | Louis Ruflin | …                          |                            |  |  |       |  |  |                        |  |  |                           |  |
|                             | Louis Ruflin | …                          |                            |  |  |       |  |  |                        |  |  |                           |  |
|                             | Louis Ruflin | …                          |                            |  |  |       |  |  |                        |  |  |                           |  |
| Julien Ruflin               | Louis Ruflin |                            |                            |  |  |       |  |  |                        |  |  |                           |  |
|                             |              | Madeleine Anne Collinet    | …                          |  |  |       |  |  |                        |  |  |                           |  |
|                             |              | Madeleine Anne Collinet    | …                          |  |  |       |  |  |                        |  |  |                           |  |
|                             |              | Madeleine Anne Collinet    | …                          |  |  |       |  |  |                        |  |  |                           |  |
| Justine Eléonore Ruflin     |              | Madeleine Anne Collinet    |                            |  |  |       |  |  |                        |  |  |                           |  |
|                             |              | Pierre Joseph Lucard       | …                          |  |  |       |  |  |                        |  |  |                           |  |
|                             |              | Pierre Joseph Lucard       | …                          |  |  |       |  |  |                        |  |  |                           |  |
|                             |              | Pierre Joseph Lucard       | …                          |  |  |       |  |  |                        |  |  |                           |  |
| Justine Lucard              |              | Pierre Joseph Lucard       |                            |  |  |       |  |  |                        |  |  |                           |  |
|                             |              | Elisabeth Henry            | …                          |  |  |       |  |  |                        |  |  |                           |  |
|                             |              | Elisabeth Henry            | …                          |  |  |       |  |  |                        |  |  |                           |  |
|                             |              | Elisabeth Henry            | …                          |  |  |       |  |  |                        |  |  |                           |  |
|                             |              | Elisabeth Henry            |                            |  |  |       |  |  |                        |  |  |                           |  |